# Konsul-Mosle-Weg
Der Konsul-Mosle-Weg ist eine Straße in Bremen, Stadtteil Horn-Lehe, Ortsteil Horn. Sie ist eine Nebenstraße der Marcusallee und nur von dort aus zugänglich.
1949/1950 wurde das damals noch unbebaute Grundstück Marcusalle 8–14, das bis zum Botanischen Garten reichte, von seinem Eigentümer für private Bauvorhaben verkauft und aufgeteilt. Zur Erschließung der hinteren Grundstücke wurde zwischen den Grundstücken Marcusallee 10 und 12 eine L-förmig verlaufende, in einen Wendeplatz mündende Straße angelegt und am 1. August 1950 nach dem Bremer Kaufmann und Reichstagsabgeordneten Konsul Alexander Georg Mosle (1827–1882) benannt. Die Mehrzahl der Bauherren – zumeist Kaufleute und Juristen – übertrug dem Architekten Friedrich Neumark die Planung ihrer Häuser.
Die Häuser wurden um 1951 gebaut, im Adressbuch 1952 sind fast alle Häuser bereits als bewohnt verzeichnet.